# OPW
Společný park nákladních vozů OPW (Общий парк вагонов (ОПВ) – Společný park vozů) byl založen dohodou mezi níže uvedenými vládami podepsanou v Bukurešti 21. prosince 1963 v rámci působení dohody Organizace pro spolupráci železnic (OSŽD) o zřízení a sdílení společného železničního systému členských států RVHP.
OPW existoval od 1. července 1964 do 31. srpna 1990 a byl sub-organizací RVHP. Členem OPW byly Bulharsko, Maďarsko, Německá demokratická republika, Polsko, Rumunsko,  SSSR a ČSSR.
OPW odpovídal za správu 240 000 nákladních vozů pro rozchod 1435 mm v železniční nákladní dopravě socialistických zemí. Zejména zkrátil dobu oběhu prázdných vozů v mezinárodní a vnitrostátní dopravě.
Vozy zařazené do tohoto parku byly označeny zkratkou OPW v obdélném orámování v blízkosti evidenčního čísla, kterým bylo od roku 1968 dvanáctimístné číslo UIC. V něm zkratka doplňovala první dvojčíslí, které vyjadřuje tzv. „výměnný režim“.